# 浅井神社 (高岡市福岡町赤丸)
浅井神社（あさいじんじゃ）は、富山県高岡市福岡町にある神社。赤丸浅井神社ともいう。

## 祭神
- 八河江比売神
- 高皇産霊神

## 歴史
養老年間の創建とされる。
近隣の高岡市石堤にある浅井神社とともに、延喜式神名帳の越中国礪波郡「浅井神社」に比定される神社であり、どちらを式内社とするかは論争がある。

## 文化財
- 赤丸浅井神社の大けやき（富山県指定天然記念物）
- 浅井神社の杉並木（高岡市指定天然記念物）